# Arthur Kolnik
Arthur Kolnik (* 4. Mai 1890 in Stanisławów, Österreich-Ungarn, heute Iwano-Frankiwsk; † 1972 in Paris) war ein galizisch-jüdischer Illustrator und Maler. Nach Nadine Nieszawer ist er der modernen ersten École de Paris zuzuordnen. Seine Gemälde und expressionistischen Holzschnitte zeigen die Gestalten und Bilder des osteuropäischen Judentums, die durch den Holocaust ausgelöschte Welt des Schtetl.

## Leben
Arthur Kolnik war das Kind eines litauischen Vaters und einer Wiener Mutter. Nach dem Besuch der Schule in Stanisławów studierte er von 1908 bis 1914 an der Akademie der schönen Künste in Krakau. Er arbeitete dort im Atelier des Malers und Graphikers Józef Mehoffer. Am Ersten Weltkrieg nahm er als Offizier der Österreichisch-Ungarischen Armee teil und kam 1916 nach einer Verwundung in ein Wiener Lazarett. Dort kam es zu einer für ihn wichtigen Begegnung mit dem Maler Isidor Kaufmann.
1918 siedelte Kolnik nach Czernowitz über. Dort war er unter anderem mit den in Jiddisch schreibenden Schriftstellern Elieser Steinbarg und Itzik Manger sowie der Lyrikerin Rose Ausländer befreundet. Im November 1918 nahm er an einer Kunstausstellung im Gewerbemuseum von Czernowitz teil. In den Jahren 1920 und 1921 folgte, zusammen mit dem ebenfalls befreundeten Maler Reuven Rubin, ein Aufenthalt in New York. Beide stellten gemeinsam in den Anderson Galleries von Alfred Stieglitz aus. 1921, wieder in Czernowitz, bebilderte Kolnik ein jiddisches Schulbuch von Elieser Steinbarg und stellte 1922 im Czernowitzer Kunstverein aus. 1926 folgte eine weitere Ausstellung und 1928 eine Mappe mit Holzschnitten, die Fabeln Elieser Steinbargs enthielt. 1929 entstand ein Porträt von Itzig Manger, das er in verschiedenen Fassungen, auch als Zeichnung ausführte.
Sein weiteres Leben verbrachte Kolnik in Paris. 1931 ließ er sich dort mit seiner ersten Frau und seinen beiden Kindern nieder. Im Folgenden arbeitete er als Karikaturist und für Modezeitschriften, in seiner Freizeit schuf er Holzschnitte. Die Verbindung nach Czernowitz hielt er noch aufrecht. Nach dem Tod Elieser Steinbargs 1932 wurde ein Gedenkband mit Fabeln Steinbargs von Kolnik mit Holzschnitten versehen. Kolnik gestaltete die Grabsteine von Steinbarg und von Itzig Mangers Mutter auf dem Jüdischen Friedhof von Czernowitz. In den Jahren 1933 und 1934 wurden in Paris Holzschnitte gedruckt. 1935 stellte Kolnik in Buenos Aires aus und 1936 erschien in Czernowitz eine Ausgabe von Fabeln Steinbargs mit 109 Holzschnitten von Kolnik. 1938 arbeitete Kolnik bei der deutsch-französischen Zeitschrift Verbe – Cahiers Humains, die von Maximilien Rubel herausgegeben wurde.
Von 1940 bis 1944 war Kolnik mit seiner Familie in einem Lager für Staatenlose interniert. Nach dem Ende des Zweiten Weltkrieges konnte er 1946, 1948 und 1949 wieder Illustrationen veröffentlichen. 1948 nahm er die französische Staatsbürgerschaft an. Er wurde Mitglied der Vereinigung der jüdischen Maler und Bildhauer in Frankreich und erhielt 1952 in New York den Prix Chaban. 1959 wurde ein Werk des jiddischen Dichters Moses Schulstein von ihm illustriert. 1960 und 1961 illustrierte er Bücher von Jehiel Hofer und Abraham Sutzkever, die in Tel Aviv und New York erschienen. Im Jahr 1962 starb seine erste Frau. Später heiratete er erneut, seine zweite Frau war die Malerin Ezra Kolnik. 1966 folgten weitere Illustrationen und 1967 veröffentlichte der Kunsthistoriker Maximilien Gauthier eine Monographie über Arthur Kolnik. Ein Jahr später stellte er über 130 Werke, davon fast 70 Ölbilder, im Tel Aviv Museum of Art aus. Im Jahr 1969 wurden von ihm illustrierte Fabeln Elieser Steinbargs in Tel Aviv erneut aufgelegt. Kolnik starb 1972 in Paris.

„Arthur Kolnik ist zwar ein Intellektueller gewesen, der viele intellektuelle Freunde hatte, aber er glaubte an eine spezifische jüdische Kunst, geprägt durch das traditionelle Judentum, und so hat er seit seinem ersten Pinselstriche auch Motive 
aus dem jüdischen Leben gezeichnet. […] Als der Frieden wiederkehrte, zeigte sich die jüdische Tragödie in ihrer ganzen höllischen Größe und seit 1945 wird das Martyrium seines Volkes die Hauptquelle seiner Inspiration. […] Im Grunde seiner Seele spürt er, fühlt er, daß er die Mission hat zu erzählen, zu erzählen in Formen und in Farben, vom täglichen Leben der Dörfer seiner Jugend, jüdische Kinder zu malen, die sich für Purim verkleidet haben, Musiker, Gelegenheitspoeten auf jüdischen Hochzeiten, 
Mütter die Schabbatkerzen zünden, eine Braut in Tränen unter dem Hochzeitsbaldachin, die alte Synagoge aus Holz, angezündet, in Flammen stehend, und die nur noch in seiner Erinnerung existiert.“

## Nachwirkung
1990 erschien im Peretz Verlag Tel Aviv, Itzik Mangers Buch Midrash Itsik mit Kolniks Holzschnitten. Die Ausstellung My dear Roisele über Itzig Manger und Elieser Steinbarg wurde mit Werken von Kolnik 1997 in der Universitätsbibliothek Osnabrück und 1999 in der in Tübingen gezeigt. Arthur Kolniks Werke sind antiquarisch und im Kunsthandel erhältlich. Das New Yorker YIVO Institut für jüdische Forschung zeigte 2004 in einer Ausstellung jüdischer Künstler des 20. Jahrhunderts auch Werke Arthur Kolniks.